# Morvandiau (auteur)
Pour les articles homonymes, voir Morvandiau.
Morvandiau né à Rennes en 1974, est un auteur de bande dessinée, illustrateur et dessinateur de presse français .

## Biographie
Après un bac arts plastiques il s’inscrit à l'école des Arts décoratifs à Strasbourg, mais abandonne rapidement ses études. En 1993 il crée, avec d'autres, le fanzine Kalemia sur le Tanganyika.
Il contribue ensuite à divers journaux en publiant des dessins de presse dans Ferraille, L'Œil électrique, Jade et Marianne, au site d'information Bakchich, ainsi qu'aux collectifs Comix 2000 ou Oupus 4 (Oubapo). Il est membre fondateur de Périscopages, rencontres de la bande dessinée d’auteur et de l’édition indépendante, qui se sont déroulées chaque année à Rennes entre 2001 et 2011.
En 2016, il entame une thèse sous la direction d'Ivan Toulouse et Pascal Ory, intitulée "L'art de la contrebande ? Tentative de cartographie des pratiques de la bande dessinée alternative contemporaine".
Morvandiau a une carte de journaliste et, en 2020, est enseignant et doctorant à l’université Rennes-II. Il soutient les petits éditeurs de bande dessinée.
Il livre en 2020 Le Taureau par les cornes (L'Association). L'ouvrage figure dans la sélection pour le fauve d'or au Festival d'Angoulême 2021.

## Œuvre
- Morvandiau cherche comment arrêter de mourir, Treize étrange, 1996.
- Le poil (avec Anne Van Der Linden, dessins), Les 4 Mers, 1999.
- Hitch Hiking Blues, B.ü.L.b comix, 1999.
- Morvandiau range sa chambre, Les Requins Marteaux, 2002.
- Mémoires d'un commercial, Les Requins Marteaux, 2003.
- Malin Molière, Éditions FLBLB, 2004.
- Le Cid version 6.0 (avec David Vandermeulen), Rackham, 2005.
- D'Algérie, Homecooking books, 2007, réédition 2020, éditions Le Monte-en-l'air.
- Les affaires reprennent, Les Requins Marteaux, 2010.
- Santa riviera, le venin des passions, (avec Mancuso, dessins, et Arnal, couleurs), Les Requins Marteaux, 2010.
- Néandertal (et des poussières), texte de Yann Fastier, l'Atelier du poisson soluble, 2011
- Mon programme pour la France – Pour une gouvernance impactée en bon père de famille, éditions Marwanny, 2012
- Colérique + homérique = comique, éditions Lendroit, 2012
- Le Taureau par les Cornes, éditions L'Association, 2020